# 오소희
오소희(1971~)는 대한민국의 작가이다. 서울에서 태어나 연세대학교 경영학과를 졸업했다. 광고회사를 다니다가 그만두고 계룡산 자락에 3년간 살았다. 아들이 36개월이 되었을 무렵부터 아들을 동행하고 터키를 시작으로 미얀마, 시리아, 우간다 등 제3세계 국가 위주로 여행을 다녔고 여행기를 남겼다. 그 밖에 육아 에세이와 동화, 소설 등 왕성하고 다양한 쟝르의 글쓰기를 통해 독자와 만나고 있다. 2008년도부터 2013년까지 제3세계 국가에 청소년 도서관을 지어주는 일을 했다. 2015년부터 여성들의 연대 및 활동을 지원하는 '언니공동체'를 이끌고 있다.

## 저서
- <욕망이 멈추는 곳, Laos> (에이지21, 2007)
- <바람이 우리를 데려다 주겠지!> (에이지21, 2007)
- <엄마 내가 행복을 줄게> (큰솔, 2008)
- <하쿠나 마타타 우리 같이 춤출래> (북하우스, 2008)
- <욕망이 멈추는 곳, 라오스> (북하우스, 2009)
- <바람이 우리를 데려다 주겠지> (북하우스, 2009)
- <사랑바보> (문학동네, 2011)
- <배운녀자> (씨네21북스, 2011) 공동저작
- <나는 달랄이야! 너는?> (토토북, 2012)
- <소울 플레이스> (강, 2012) 공동저작
- <지금은 서툴러도 괜찮아> (샘터, 2012) 공동저작
- <그러므로 떠남은 언제나 옳다> (북하우스. 2013)
- <안아라, 내일은 없는 것처럼> (북하우스, 2013)
- <어린왕자와 길을 걷다> (북하우스, 2013)
- <엄마 내가 행복을 줄게> (북하우스, 2013)
- <해나가 있던 자리> (북하우스, 2015)
- <엄마 내공> (북하우스, 2017)
- <떠나지 않고도 행복할 수 있다면> (북라이프, 2021)
- <엄마의 20년> (수오서재, 2019)